# Perak TBG FC
Perak The Bos Gaurus Football Association – malezyjski klub piłkarski, grający w Malaysia Super League, mający siedzibę w mieście Ipoh.

## Historia
Klub został założony w 1921 roku, ale oficjalnie zarejestrowany został dopiero 18 kwietnia 1951 roku. Klub wywalczył dwa tytuły mistrza Malezji w sezonach 2002 i 2003. Klub zdobył też siedem Pucharów Malezji w latach 1926, 1931, 1957, 1967, 1970, 1998 i 2000, a także dwukrotnie sięgnął po Piala Malaysia w latach 1990 i 2004.

## Sukcesy
- Malaysia Super League
  - mistrzostwo (3): 2002, 2003
- Piala Malaysia
  - zwycięstwo (2): 1990, 2004
  - finał (3): 1991, 2002, 2005
- Puchar Malezji
  - zwycięstwo (7): 1926, 1931, 1957, 1967, 1970, 1998, 2000
  - finał (11): 1923, 1951, 1959, 1960, 1961, 1964, 1971, 1972, 1974, 2001, 2007

## Stadion
Domowe mecze klub rozgrywa na stadionie o nazwie Perak Stadium, leżącym w mieście Ipoh. Stadion może pomieścić 42500 widzów.

## Azjatyckie puchary
Legenda do wszystkich tabel:
- Q – runda eliminacyjna, 1/16, 1/8, 1/4, 1/2 – odpowiednia faza rozgrywek, Grupa – runda grupowa, 1r gr – pierwsza runda grupowa, 2r gr – druga runda grupowa, F – finał, R – runda, PO – play-off
- k. – rzuty karne, los. – losowanie, Dogr. – dogrywka, w. – zasada bramek strzelonych na wyjeździe

| Sezon | Rozgrywki                 | Runda        | Klub                   | Dom | Wyjazd     | Ogólnie    |
| ----- | ------------------------- | ------------ | ---------------------- | --- | ---------- | ---------- |
| 1969  | Klubowe Mistrzostwa Azji  | Gr. B        | Kowloon Motor Bus      | 6-2 | 4. miejsce |            |
| 1969  | Klubowe Mistrzostwa Azji  | Gr. B        | Persepolis FC          | 2-4 |            |            |
| 1969  | Klubowe Mistrzostwa Azji  | Gr. B        | Maccabi Tel Awiw       | 1-0 |            |            |
| 1969  | Klubowe Mistrzostwa Azji  | Gr. B        | Toyo Kogyo             | 2-0 |            |            |
| 1971  | Klubowe Mistrzostwa Azji  | Gr. A        | Al-Arabi Kuwejt        | 6-1 | 4. miejsce |            |
| 1971  | Klubowe Mistrzostwa Azji  | Gr. A        | ROK Army               | 6-1 |            |            |
| 1971  | Klubowe Mistrzostwa Azji  | Gr. A        | Taj Teheran            | 6-1 |            |            |
| 2003  | Klubowe Mistrzostwa ASEAN | Gr. D        | Singapore Armed Forces | 2-0 | 1. miejsce |            |
| 2003  | Klubowe Mistrzostwa ASEAN | Gr. D        | DPMM FC                | 3-0 | 1. miejsce |            |
| 2003  | Klubowe Mistrzostwa ASEAN | 1/4          | Samart United          | 2-0 |            |            |
| 2003  | Klubowe Mistrzostwa ASEAN | 1/2          | BEC Tero Sasana FC     | 3-1 |            |            |
| 2003  | Klubowe Mistrzostwa ASEAN | o 3. miejsce | Petrokimia Putra       | 3-0 |            |            |
| 2004  | Puchar AFC                | Gr. D        | Club Valencia          | 2-0 | 1-0        | 2. miejsce |
| 2004  | Puchar AFC                | Gr. D        | Happy Valley AA        | 2-1 | 2-1        | 2. miejsce |
| 2004  | Puchar AFC                | Gr. D        | Home United            | 2-2 | 2-0        | 2. miejsce |
| 2004  | Puchar AFC                | 1/4          | Geylang International  | 1-2 | 2-3        | 3-5        |
| 2005  | Puchar AFC                | Gr. D        | Tampines Rovers        | 2-1 | 2-4        | 4. miejsce |
| 2005  | Puchar AFC                | Gr. D        | Club Valencia          | 1-2 | 1-1        | 4. miejsce |
| 2005  | Puchar AFC                | Gr. D        | Sun Hei SC             | 0-1 | 1-2        | 4. miejsce |

## Skład na sezon 2018
| Nr | Poz. | Piłkarz               |
| -- | ---- | --------------------- |
| 1  | BR   | Nasrullah Aziz        |
| 2  | OB   | Syazwan Zaipol Bahari |
| 3  | OB   | Shahrul Saad          |
| 4  | PO   | Wan Kuzri (kapitan)   |
| 5  | OB   | Syazwan Zaipol Bahari |
| 6  | OB   | Brendan Gan           |
| 7  | NA   | Khairil Anuar         |
| 8  | PO   | Nasir Basharuddin     |
| 9  | NA   | Ahmad Shahmi Md Azhar |
| 10 | PO   | Thomas Lee Jee Xiang  |
| 11 | PO   | Zac Anderson          |
| 12 | PO   | Kenny Pallraj         |
| 13 | NA   | Shahrel Fikri         |

| Nr | Poz. | Piłkarz                     |
| -- | ---- | --------------------------- |
| 15 | OB   | Low Wai Chung               |
| 17 | PO   | Firdaus Saiyadi             |
| 18 | BR   | Khairul Amri Salehudin      |
| 19 | PO   | Jafri Firdaus Chew          |
| 20 | PO   | Nazrin Nawi                 |
| 21 | OB   | Nazirul Naim Che Hashim     |
| 22 | BR   | Hafizul Kamal               |
| 23 | OB   | Muhammad Amirul Azhan Aznan |
| 24 | OB   | Kalaiarasan Sivalingam      |
| 25 | OB   | Nazirul Afif Ibrahim        |
| 27 | PO   | Hafiz Kamal                 |
| 30 | NA   | Faris Ramli                 |